# André-Marie Ampère
André-Marie Ampère (Poleymieux-au-Mont-d'Or, 20 januari 1775 – Marseille, 10 juni 1836) was een Franse natuur- en wiskundige die algemeen wordt beschouwd als een van de ontdekkers van het elektromagnetisme.

## Biografie
Ampère werd geboren in een dorp 15 kilometer ten noorden van Lyon als zoon van Jean-Jacques Ampère, een welvarend zakenman, en Jeanne Antoinette Desutières-Sarcey. Zijn hoge mathematische begaafdheid en fotografisch geheugen was al op jonge leeftijd zichtbaar. Op zijn dertiende las hij reeds alle 21 delen van de Encyclopédie van Diderot en d'Alembert en tot op hoge leeftijd kon hij nog gedeelten daaruit letterlijk citeren. Hij bekwaamde zichzelf in de plantkunde, metafysica en psychologie voordat hij wiskunde en natuurkunde studeerde.
Toen André-Marie 18 jaar was, raakte zijn koningsgezinde vader betrokken bij de Franse Revolutie. Beschuldigd van verraad werd Ampères vader in het openbaar terechtgesteld en stierf op 24 november 1793 onder de guillotine. In 1799 trad hij in het huwelijk met Julie Carron, de dochter van een smid, en samen kregen ze één zoon, Jean-Jacques. Meer rampspoed trof Ampère enkele jaren later toen zijn jonge vrouw, met wie hij een moeizame relatie had, door ziekte overleed.
In 1801 ging hij naar Bourg-en-Bresse, waar hij natuurkunde en astronomie doceerde, en een jaar later wiskunde in Lyon. Een artikel over de speltheorie leidde ertoe dat hij in 1805 docent wis- en natuurkunde werd aan de École Polytechnique te Parijs, waaraan hij in 1809 hoogleraar mechanica werd. In 1814 werd hij gekozen tot lid van de Académie des Sciences en in 1824 werd bij benoemd tot hoogleraar in de experimentele natuurkunde aan het Collège de France. Zoals veel van zijn tijdgenoten was hij ook actief op het gebied van de filosofie.
Ampère stierf op 61-jarige leeftijd in Marseille en werd daar ook begraven. Maar na de dood van zijn zoon werden zijn stoffelijke resten overgebracht naar diens graf op de Cimetière de Montmartre te Parijs.
Naar hem zijn de SI-basiseenheid ampère en de wet van Ampère genoemd. Hij is een van de 72 Fransen wier namen in reliëf op de Eiffeltoren zijn aangebracht.

## Werk
In Parijs werkte Ampère als hoogleraar wiskunde aan veel onderwerpen, met name op het gebied van differentiaalvergelijkingen. Naast wiskunde hield hij zich echter ook bezig met de metafysica, natuurkunde en scheikunde. Voor het doen van onderzoek richtte hij in zijn Parijse woning op eigen kosten een laboratorium in. Zo opperde hij in 1811 dat een bepaald zuur, dat hij fluoride noemde, bestond uit waterstof en een nog onbekend element, vergelijkbaar aan chloride.
Op 11 september 1820 hoorde hij van Ørsteds ontdekking dat een kompasnaald van richting verandert als die in de nabijheid van een stroomvoerende geleider wordt gebracht. Geïnteresseerd in de bevinding van de Deen herhaalde Ampère diens experiment onder gecontroleerde omstandigheden. Nog geen week later had hij de wet gevonden die bepaalt hoe en in welke richting de naald afwijkt. Door zijn wiskundige beschrijving van de relatie tussen magnetisme en elektriciteit wordt hij gezien als een van de grondleggers van de elektrodynamica en de voorloper van James Maxwell. Tussen 18 september 1820 en 15 januari 1821 presenteerde Ampère iedere week nieuwe ontdekkingen van wat hij noemde "Électricité dynamique" of "électro-dynamique".
Aan de hand van experimenten ontdekte Ampère dat twee parallelle stroomdraden elkaar aantrekken als de stromen in dezelfde richting lopen, maar elkaar afstoten als ze in tegengestelde richting lopen. Hij concludeerde hieruit dat de draden zich gedroegen als twee staafmagneten waarbij gelijke polen elkaar afstoten en tegengestelde polen elkaar aantrekken. De richting van de stroom bepaalt de polariteit van het magnetisch veld.
Hij ontdekte dat de kracht tussen de draden evenredig was met de beide stroomsterktes en omgekeerd evenredig met het kwadraat van de afstand tussen de draden. Dankzij deze formule, later de wet van Ampère genoemd, kon de stroom voor het eerst – in termen van krachten en afstanden – gekwantificeerd worden.
Nadat hij de samenhang tussen elektriciteit en magnetisme had onderzocht, raakte hij ervan overtuigd dat de elektrische stroom de oorsprong moest zijn van alle magnetische verschijnselen. In 1823 publiceerde hij een opmerkelijke theorie: magnetisme in een magneet wordt veroorzaakt door ontelbaar veel kleine elektrische stroompjes die in de magneet rondcirkelen. Hiermee was Ampère zijn tijd ver vooruit, want pas 60 jaar na zijn overlijden in 1836 werd – na de ontdekking van het elektron – aangetoond dat zijn theorie in principe juist was.

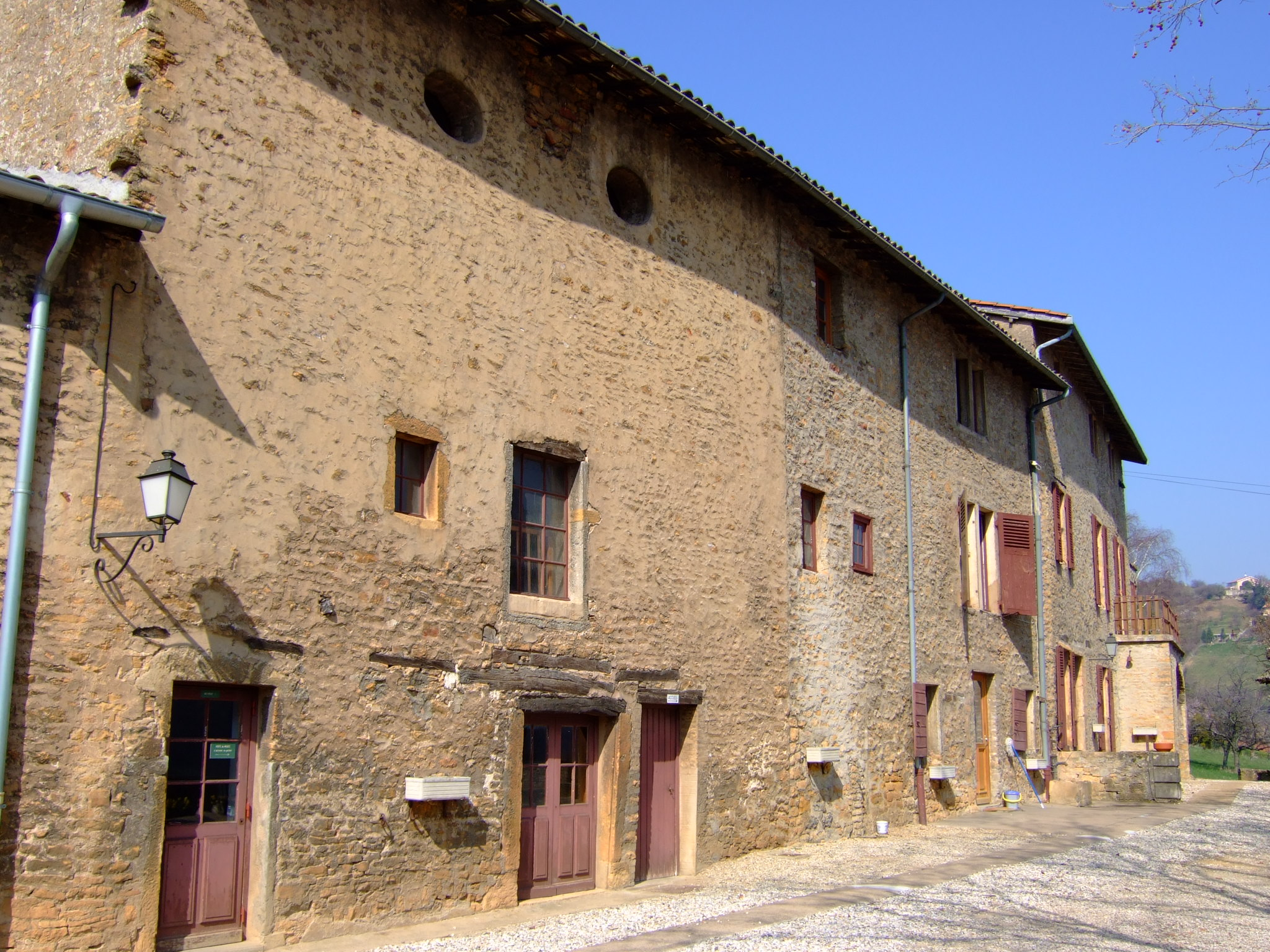
Geboortehuis van Ampère, thans museum

## Publicaties
- Considérations sur la théorie mathématique du jeu (1802)
- Recueil d’observations électrodynamiques (1822)
- Sur la théorie mathématique des phénomènes électrodynamiques (1826)
- Théorie des phénomènes électro-dynamiques, uniquement déduite de l'expérience (1826)
- Essai sur la philosophie des sciences (2 delen, 1834–1843)